# 勒斯拉特
勒斯拉特（德語：Rösrath，發音：[ˈʁøːsʁaːt] ⓘ）是德国北莱茵-威斯特法伦州科隆行政区莱茵-贝格县的城市，面积38.8平方千米，2023年12月31日人口为29,206人。